# Saint of the Pit
Saint of the Pit – wydany w 1986 roku przez Mute Records czwarty album studyjny amerykańskiej artystki awangardowej Diamandy Galás, a jednocześnie druga odsłona stworzonej przez nią trylogii Masque of the Red Death.
Pierwotnie album ukazał się na płycie gramofonowej. Wznawiano go na płycie kompaktowej wraz z wydaną w czerwcu 1986 roku The Divine Punishment, pierwszą częścią wspomnianego cyklu, który traktuje o AIDS, a swoim mianem nawiązuje do tytułu napisanej przez Edgara Allana Poego noweli Maska śmierci szkarłatnej.

## Lista utworów
Opracowano na podstawie materiału źródłowego.
Muzykę napisała i wykonała Diamanda Galás. Gościnnie udzielił się F.M. Einheit, perkusista Einstürzende Neubauten. Syntezatory do La Trezième Revient dograł Paul Kendall. Słowa zostały zapożyczone z twórczości żyjących w XIX wieku poetów francuskich: Charles’a Baudelaire’a (L'Héautontimorouménos), Gérarda de Nervala (Artémis) i Tristana Corbière’a (Cris d’aveugle). Utwory:  ΕΞελόυμε, Artémis i Cris d’aveugle artystka zadedykowała pamięci swojego brata, dramaturga Philipa-Dimitriego Galása (1954-1986), który zmarł na AIDS.
Strona A:
| Nr | Tytuł utworu                                    | Słowa      | Muzyka | Długość |
| -- | ----------------------------------------------- | ---------- | ------ | ------- |
| 1. | „La Treizième Revient (The Thirteenth Returns)” | -          | Galás  | 5:03    |
| 2. | „ΕΞελόυμε (Deliver Me)”                         | Galás      | Galás  | 7:18    |
| 3. | „L'Héautontimorouménos (Self-Tormentor)”        | Baudelaire | Galás  | 6:48    |
|    |                                                 |            |        | 19:09   |

Strona B:
| Nr | Tytuł utworu                       | Słowa     | Muzyka | Długość |
| -- | ---------------------------------- | --------- | ------ | ------- |
| 1. | „Artémis”                          | de Nerval | Galás  | 5:01    |
| 2. | „Cris d’aveugle (Blind Man’s Cry)” | Corbière  | Galás  | 12:15   |
|    |                                    |           |        | 17:16   |

## Twórcy
Opracowano na podstawie materiału źródłowego.
Muzycy:
- Diamanda Galás – śpiew, organy Hammonda, syntezatory

Dodatkowi muzycy:
- F.M. Einheit (alias Mufti, właśc. Frank-Martin Strauß) – łańcuchy (ΕΞελόυμε), perkusja (Cris d’aveugle)

Produkcja:
- Diamanda Galás – produkcja muzyczna
- Gareth Jones – produkcja muzyczna
- Paul Kendall – overdubbing